# فريمونت ،مقاطعة سوليفان (نيويورك)
فريمونت، مقاطعة سوليفان (بالإنجليزية: Fremont, Sullivan County, New York)‏ هي بلدة أمريكية تقع في الولايات المتحدة في مقاطعة سوليفان، نيويورك. يقدر عدد سكانها بـ 1,381 نسمة ومساحتها 132.7 كم2 وترتفع عن سطح البحر 439 متر.